# 1월 16일 밤에 생긴 일
〈1월 16일 밤에 생긴 일〉(영어: Night of January 16th)은 러시아계 미국인 작가 아인 랜드가 '성냥의 왕'이라는 별명을 얻은 이바르 크뤼게르의 죽음에서 영감을 받아 쓴 연극이다. 1934년 로스앤젤레스에서 〈Woman on Trial〉이라는 제목으로 처음 공연되었으며 호평을 받았다.

## 특징

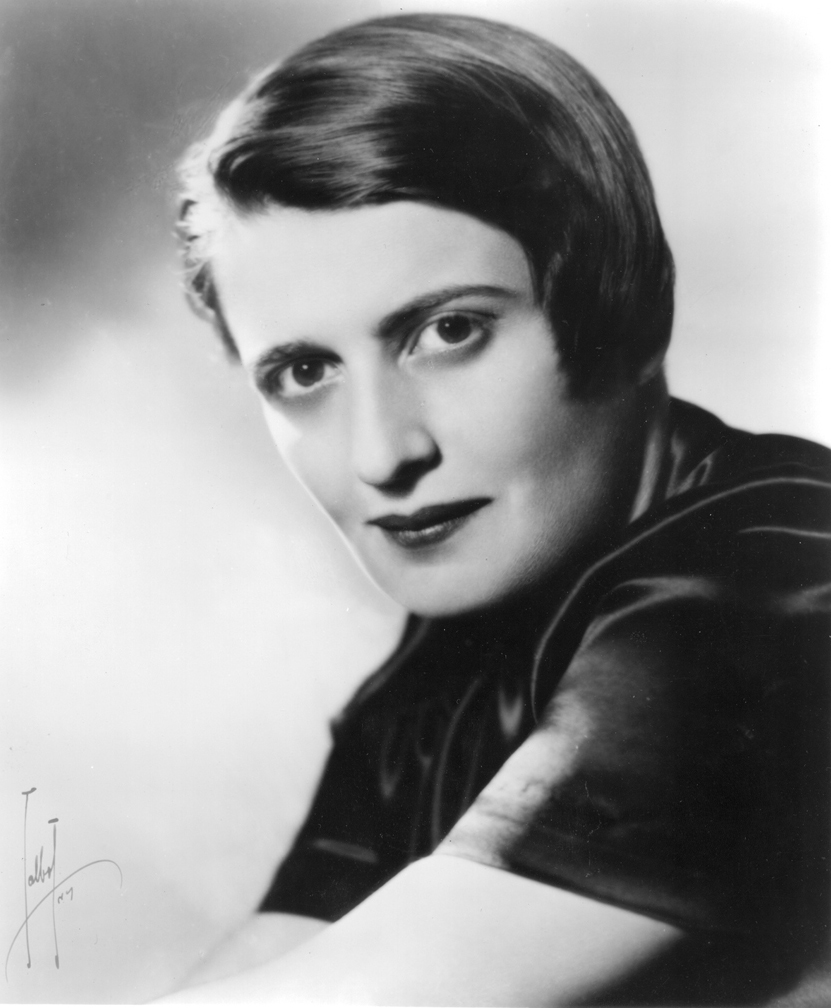
저자 아인 랜드

저자 랜드는 〈1월 16일 밤에 생긴 일〉에 대한 영감을 두 가지 방면에서 얻었다. 첫 번째는, 부유한 연인을 살해한 혐의로 기소된 쇼걸에 대한 이야기를 그린 1927년의 멜로드라마 〈메리 더건의 재판〉으로, 랜드는 이 작품을 통하여 재판을 소재로 한 희곡을 쓰겠다는 구상을 마련한다. 여기에 랜드는 고정된 마지막 장면보다는 재판 결과에 따라 희곡의 결말이 달라지는 열린 결말 구조를 취하였다.
작품의 희생자는, 1932년 3월 시신으로 발견되기 전까지 성냥 제조 독점권으로 '성냥의 왕'이라는 별명으로 불리기도 했던 스웨덴 사업가  이바르 크뤼게르로 설정한다. 랜드는 그를 야심이 크고 성격이 의심스러운 사업가로 여기기도 하였다.
랜드는 28세이던 1933년에 〈1월 16일 밤에 생긴 일〉을 썼다. 그는 소련에서 이주한 후 7년 동안 미국에 머물렀던 인물로, 연극의 경험은 전무하였으나 세실 B. 드밀의 주니어 시나리오 작가로 할리우드에서, 그리고 RKO 픽처스의 의상 부서에서 일한 적이 있었다.

## 줄거리
이 연극은 살인 재판이 진행되는 법정을 배경으로 하고 있으며, 관객 중에 배심원 역할을 맡을 사람이 선택된다는 것이 특징이다. 법원은 사업가 비욘 포그너(Bjorn Faulkner)의 살인 혐의를 받고 있는 그의 전 비서이자 연인인 카렌 앤드레(Karen Andre)의 사건을 심리한다. 이 연극은 포그너의 죽음으로 이어진 사건을 직접적으로 묘사하지 않는 대신 배심원단이 앙드레가 유죄인지 여부를 결정하기 위해 인물의 증언에 의존해야 하는 형식을 취한다. 저자 랜드는 개인주의와 순응 사이의 갈등을 극적으로 표현함으로써 배심원의 평결을 통해 그들이 어느 관점을 선호하는지 드러내었다.

## 평가와 각색
랜드는 이 연극을 '삶의 감각을 담은 연극'이라고 설명한다. 그는 연극에 담긴 사건이 문자 그대로 받아들여지는 것이 아니라 삶에 접근하는 다양한 방식을 나타내는 것으로 이해되기를 원했다. 야심차고 자신감 넘치며 비순응적인 삶의 접근 방식, 그리고 성공에 대한 질투, 타인에 대한 권력에 대한 욕망의 검찰측 증인들은 상반된 분위기를 연출한다.
〈1월 16일 밤에 생긴 일〉은 1950년대와 1960년대 여러 텔레비전 시리즈로 각색되었다. 1952년 7월 14일 닐 해밀턴과 버지니아 길모어가 출연한 WOR-TV의 〈브로드웨이 텔레비전 극장〉, CBS에서 필리스 새스터 가 안드레 역을 맡은 텔레비전 각색본이 대표적이며, 영국 민방 ITV에서 1960년 각색하기도 하였다.

## 같이 보기
- 추리 소설
- 미국의 연극